# ディスカバ!99
『ディスカバ!99』（ディスカバ ナインティナイン）は、2003年4月16日から2004年3月17日までTBS系列局で放送されていたTBS製作のトークバラエティ番組である。放送時間は毎週水曜21:00 - 21:54 （日本標準時）。

## 概要
ナインティナインが司会を務めていた番組。毎回7人、8人ほどの芸能人をゲストに迎え、番組スタッフが彼らに1週間密着取材してきたVTRを放送。VTRとトークを通じて彼らの意外なキャラクター性を視聴者に紹介し、世間が彼らに抱いているイメージ・固定観念を覆すことをコンセプトにしていた。番組はゲストそれぞれに「○○キャラ」と名付けていた。
2004年3月3日には番組の企画により、英語歌詞のさまざまなカバー曲を収録したコンピレーション・アルバム『ディス・イズ・カバー・ヒッツ？〜ディスカバ！』をリリースした（規格：CCCD、レーベル：avex trax）。
番組の終了後、替わって水曜20:00枠で『ぶっちゃけ!99』がスタートした。

## スタッフ
- ナレーション：真地勇志
- 構成：おちまさと、樋口卓治、村上卓史、桜井慎一、すずきB、山名宏和、田中伊知郎
- 問題作成：一文無隼人 ほか
- TM：中澤健
- TD：田中祥嗣 (スウィッシュ・ジャパン)
- VE：大和田謙一
- CAM：井原公二
- 照明：高木亘 (ティエルシー)
- 音声：西森公二 (ブル)
- CG：松原貴明
- 編集：栗原康幸、室谷光則 (オムニバスジャパン)
- MA：的池将
- 音響効果：太田光則・永田健二 (ZACK)
- 美術プロデューサー：小畑光良、横井直行
- 美術デザイン：山口智広
- 美術制作：伊藤隆
- 装置：尻無浜宏人
- 大道具操作：山本晃靖
- 装飾：増田豊
- 電飾：西山邦章
- メカシステム：庄司泰広
- 衣裳：横尾毅
- メイク：高柳尚子、アートメイク・トキ
- 番組宣伝：小林久幸
- 公開担当：廣中信行
- TK (タイムキーパー)：野村佳乃子
- デスク：石川素子
- AP：小野裕子、長谷川三芳、菊地絢子
- ディレクター：藤原麻知、井上陽二郎、須藤孝幸、木戸隆文、塚田俊男、内山大輔、西本誠、山田洋平、有馬巨人、奥田照美、有田武史、坂口秀作、米田潤、中澤剛
- キャスティングプロデューサー：石岡茂雄（D:COMPLEX）、西口典子（オーバー・ゼロ）
- チーフディレクター：中川通成
- 総合演出：江藤俊久
- プロデューサー：安田淳
- チーフプロデューサー：園田憲
- 収録スタジオ：東京メディアシティ
- 技術協力：東通、スウィッシュ・ジャパン、ティ・エル・シー、ブル
- 企画協力：吉本興業
- 制作：TBSエンタテインメント（現・TBSテレビ）
- 製作著作：TBS